# Ctenus leonardi
Ctenus leonardi este o specie de păianjeni din genul Ctenus, familia Ctenidae, descrisă de Simon, 1910. Conform Catalogue of Life specia Ctenus leonardi nu are subspecii cunoscute.